# Sheila Frahm
Sheila Sloan Frahm, född 22 mars 1945 i Colby, Kansas, är en amerikansk republikansk politiker.  Hon representerade delstaten Kansas i USA:s senat från juni till november 1996.
Frahm gick i skola i Colby High School i Colby, Kansas. Hon avlade sedan 1967 sin kandidatexamen vid Fort Hays State University och studerade därefter vid University of Texas at Austin.
Frahm var ledamot av Kansas senat 1989–1995 och viceguvernör i Kansas 1995–1996. Senator Bob Dole avgick 1996 och guvernör Bill Graves utnämnde Frahm till senaten. Frahm besegrades sedan av Sam Brownback i republikanernas primärval inför fyllnadsvalet 1996.